# Within (album de Wuthering Heights)
Pour les articles homonymes, voir Within.
Albums de Wuthering Heights
To Travel for Evermore
(2002)
Within est le premier album du groupe danois de Power metal progressif Wuthering Heights, publié en octobre 1999 par Sensory.

## Liste des chansons
Toute la musique est composée par Wuthering Heights.
| No | Titre                   | Durée |
| -- | ----------------------- | ----- |
| 1. | Enter the Cave          | 3:08  |
| 2. | Hunter in the Dark      | 5:59  |
| 3. | Too Great Thy Gift      | 7:09  |
| 4. | Sorrow in Memoriam      | 8:31  |
| 5. | Dreamwalker             | 13:42 |
| 6. | The Bird                | 3:46  |
| 7. | The Wanderer's Farewell | 5:20  |